# Liste des députés européens de Slovénie de la 6e législature

Cet article présente la liste des députés européens de Slovénie pour la période 2004-2009, élus lors des élections européennes de 2004 en Slovénie.
| Nom                                                      | Parti                       | Groupe parlementaire européen |
| -------------------------------------------------------- | --------------------------- | ----------------------------- |
| Mihael Brejc                                             | Parti démocratique slovène  | PPE-DE                        |
| Mojca Drčar Murko                                        | Démocratie libérale slovène | ADLE                          |
| Romana Jordan Cizelj                                     | Parti démocratique slovène  | PPE-DE                        |
| Jelko Kacin                                              | Démocratie libérale slovène | ADLE                          |
| Ljudmila Novak                                           | Nouvelle Slovénie           | PPE-DE                        |
| Borut Pahor remplacé par Aurelio Juri le 7 novembre 2008 | Sociaux-démocrates          | PSE                           |
| Lojze Peterle                                            | Nouvelle Slovénie           | PSE                           |